# حسابداری بهای تمام‌شده واقعی
حسابداری بهای تمام‌شده واقعی (TCA) یک رویکرد حسابداری است که تأثیرات پنهان فعالیت‌های اقتصادی بر محیط زیست، جامعه و تندرستی را اندازه‌گیری و ارزش‌گذاری می‌کند. TCA همچنین به عنوان حسابداری بهای تمام‌شده کامل (FCA) یا «حسابداری سرمایه چندگانه (MCA)» شناخته می‌شود. این رویکرد فراتر از تفکر صرفاً اقتصادی با هدف بهبود تصمیم‌گیری در سازمان‌های تجاری و در سیاست‌های عمومی حرکت می‌کند. این شامل حسابداری برای سرمایه طبیعی، سرمایه انسانی، سرمایه اجتماعی و سرمایه تولید شده است.
رویکرد حسابداری بهای تمام شده واقعی را می‌توان در هر بخش از اقتصاد به کار برد. هدف آن آشکار کردن تأثیرات فعالیت‌های اقتصادی بر کل جامعه، علاوه بر هزینه‌های خصوصی که مستقیماً بر تولیدکنندگان و مصرف‌کنندگان وارد می‌شود، می‌باشد. این موارد می‌توانند تأثیرات زیست‌محیطی، بهداشتی یا اجتماعی باشند که در قیمت‌های بازار محصولات و خدمات منعکس نمی‌شوند، یعنی در حساب‌های سود و زیان عملیاتی لحاظ نمی‌شوند و بنابراین به عنوان پنهان در نظر گرفته می‌شوند. حسابداری بهای تمام شده واقعی به ویژه برای سیستم‌های کشاورزی-غذایی (محصولات کشاورزی غذایی و غیرغذایی) که در آنها هزینه‌های پنهان می‌تواند قابل توجه باشد، اهمیت دارد. در واقع، بخش عمده‌ای از توسعه TCA از لحاظ تاریخی در زمینه غذا بوده است.

## تاریخچه
اگرچه حسابداری بهای تمام‌شده واقعی اصطلاحی نسبتاً جدید است، اما مفهوم جدیدی نیست. این مفهوم ارتباط نزدیکی با مفهوم اثرات خارجی، هزینه‌ها یا مزایای غیرمستقیم برای شخص ثالث غیرمداخله که در نتیجه فعالیت طرف (یا طرف‌های) دیگر ایجاد می‌شود، دارد. ریشه مفهوم TCA را می‌توان به کار پیگو و مارشال در دهه ۱۹۲۰ نسبت داد. در طول دهه‌های گذشته، ارزش‌های پولی به عوامل خارجی اختصاص داده شده است، جایی که کسب‌وکارها جریمه می‌شوند، یا زمانی که شرکت‌های بیمه هزینه‌ها را در حوادث صنعتی محاسبه می‌کنند. TCA همچنین به عنوان بسطی از تحلیل هزینه-فایده (CBA) در نظر گرفته می‌شود. در دهه‌های ۱۹۸۰ و ۱۹۹۰، اصطلاحات دیگری برای انتقال مفاهیم مشابه با TCA مانند حسابداری بهای تمام شده کامل استفاده شد.
آنچه رویکرد حسابداری بهای تمام شده واقعی را از رویکردهای پیشین متمایز می‌کند، تفکر سیستمی و تفکر کل‌نگر است - که اذعان دارند سیستم‌های اقتصادی از ذینفعان زیادی (مانند تولیدکنندگان، مصرف‌کنندگان، توزیع‌کنندگان و سیاست‌گذاران) تشکیل شده‌اند و این سیستم‌ها به سرمایه‌های متعددی (سرمایه طبیعی، سرمایه اجتماعی، سرمایه انسانی و سرمایه تولید شده) متکی هستند - که بخش‌های جدایی‌ناپذیر این رویکرد هستند. TCA ماهیت پیچیده سیستم‌های اقتصادی را با تمام وابستگی‌های متقابل آن تصدیق می‌کند. کاربرد TCA معمولاً شامل دوازده یا تعداد بیشتری شاخص است که برای اندازه‌گیری و ارزش‌گذاری تأثیرات مثبت و منفی در حوزه‌های زیست‌محیطی، بهداشتی، اجتماعی و اقتصادی انتخاب شده‌اند.

### رویکرد حسابداری بهای تمام شده واقعی در صنایع غذایی و کشاورزی
پیشرفت‌های اخیر در رویکرد حسابداری بهای تمام‌شده واقعی مربوط به غذا و کشاورزی بوده است. طرح «اقتصاد اکوسیستم‌ها و تنوع زیستی» (TEEB) که در حال حاضر توسط برنامه محیط زیست سازمان ملل متحد برگزار می‌شود، با هدف گنجاندن ارزش‌های تنوع زیستی و خدمت بوم‌سازگان در تصمیم‌گیری‌ها اجرا می‌شود. این برنامه دستورالعمل‌هایی را تدوین کرده و مطالعات متعددی در مورد چگونگی اجرای TCA و سپس استفاده از نتایج آن برای هدایت اصلاحات سیاستی انجام شده است. در سال ۲۰۱۸، TEEB برای غذا و کشاورزی تحت نظر الکساندر مولر راه‌اندازی شد. هدف، پرداختن به مسائل و اختلافات نظری اصلی بود که زیربنای ارزیابی رابطه بین بخش کشاورزی-غذایی، تنوع زیستی و خدمات اکوسیستمی و تأثیرات آن بر سلامت انسان در مقیاس جهانی را تشکیل می‌دهند.
به منظور بررسی پتانسیل حسابداری بهای تمام شده واقعی برای تبدیل سیستم‌های کشاورزی-غذایی به سمت پایداری، سازمان‌ها و مؤسسات تحقیقاتی مختلف دیگری نیز مطالعات و گزارش‌های TCA را آغاز کرده‌اند. نمونه‌هایی از این موارد عبارتند از شورای جهانی کسب و کار برای توسعه پایدار، اتحاد جهانی برای آینده غذا و صندوق غذای پایدار. علاوه بر این، صندوق جهانی طبیعت و ائتلاف سرمایه، با همکاری در چارچوبی برای ادغام TCA در حسابداری تجاری ایجاد کرده‌اند تا تأثیرات تجاری را شفاف سازند.

## تعاریف
تعریف حسابداری بهای تمام شده واقعی در حال تکامل است و تعاریف زیادی برای آن ارائه شده است.

### برنامه محیط زیست سازمان ملل متحد
برنامه محیط زیست سازمان ملل متحد آن را به عنوان «یک رویکرد جامع و سیستماتیک در حال تکامل برای اندازه‌گیری و ارزش‌گذاری هزینه‌ها و مزایای مثبت و منفی زیست‌محیطی، اجتماعی، بهداشتی و اقتصادی برای تسهیل تصمیم‌گیری‌های سیاست‌گذاران، کسب‌وکارها، کشاورزان، سرمایه‌گذاران و مصرف‌کنندگان» تعریف می‌کند.

### ابتکار هزینه واقعی
ابتکار عمل هزینه واقعی تعریف مشابهی را پیشنهاد می‌کند اما به جای «رویکرد» از اصطلاح «روش‌شناسی» استفاده می‌کند. با این حال TCA را به عنوان رویکردی ارائه می‌دهد که تحت آن می‌توان از روش‌ها و ابزارهای تحلیلی مختلفی استفاده کرد. علاوه بر این، تعریف ارائه شده توسط طرح ابتکاری هزینه واقعی، استفاده از TCA را به عوامل خارجی محدود می‌کند، در حالی که FAO پیشنهاد می‌کند که عوامل خارجی تنها بخشی از هزینه‌های پنهان را تشکیل می‌دهند، در حالی که سایر هزینه‌های پنهان ممکن است ناشی از سایر شکست‌های بازار مانند اطلاعات ضعیف و نامتقارن باشند. برخی از اصطلاح «حسابداری بهای تمام شده کامل (FCA)» برای اشاره به همین ایده استفاده می‌کنند. این مورد IFOAM (شبکه اقدام کشاورزی ارگانیک بین‌المللی و پایدار) است که FCA را به روشی مشابه تعریف TCA از UNEP تعریف می‌کند.

### چارچوب ارزیابی
در برخی نشریات، مانند چارچوب ارزیابی، اصطلاح «حسابداری سرمایه چندگانه (MCA)» برای اشاره به TCA استفاده می‌شود. برای مثال، MCA به عنوان «رویکردی به تفکر سیستمی، که شامل سرمایه‌های طبیعی، انسانی، اجتماعی و تولیدی می‌شود» تعریف می‌شود و «شما را قادر می‌سازد تا ارتباطات مرئی و نامرئی سیستم‌های کشاورزی-غذایی با انسان‌ها و محیط زیست را بیان و بررسی کنید».

### سازمان خواربار و کشاورزی ملل متحد (فائو)
در سال ۲۰۲۳، سازمان غذا و کشاورزی (FAO) TCA را به عنوان «یک رویکرد جامع و سیستمی برای اندازه‌گیری و ارزش‌گذاری هزینه‌ها و مزایای زیست‌محیطی، اجتماعی، بهداشتی و اقتصادی ایجاد شده توسط سیستم‌های کشاورزی-غذایی به منظور بهبود تصمیمات سیاست‌گذاران، مشاغل، کشاورزان، سرمایه‌گذاران و مصرف‌کنندگان» تعریف کرد. این تعریف بسیار شبیه به تعریفی است که توسط UNEP ارائه شده است. کلمات «جامع و سیستمی» به این معنی است که TCA سیستم‌های کامل را مطالعه می‌کند و انواع سرمایه‌ها و ذینفعان و ارتباط متقابل آنها را در نظر می‌گیرد. علاوه بر این، این تعریف از TCA هم «هزینه‌ها و هم مزایا» را در نظر می‌گیرد و باید تمام تأثیرات را چه زیست‌محیطی، اجتماعی، بهداشتی یا اقتصادی باشند، ارزش‌گذاری کند و آنها را قابل مشاهده سازد.

## پایتخت‌ها

یکی از محدودیت‌های اندازه‌گیری برخی از سرمایه‌ها این است که جریان‌های سرمایه می‌توانند ماهیت کیفی داشته باشند. فائو سهولت کمی‌سازی چهار سرمایه و جریان‌های آنها را برای TCAها در سیستم‌های کشاورزی-غذایی در امتداد یک طیف نشان می‌دهد.

فعالیت‌های اقتصادی به سرمایه‌های طبیعی، انسانی، اجتماعی و تولیدی وابسته هستند - و همچنین بر آنها تأثیر می‌گذارند - که پایه و اساس رفاه انسان، موفقیت اقتصادی و پایداری محیط زیست را تشکیل می‌دهند. برای اندازه‌گیری اکثر سرمایه‌ها به استثنای سرمایه تولید شده و بخشی از سرمایه انسانی، کار کمی انجام شده است، بنابراین رویکرد TCA با هدف اندازه‌گیری هزینه‌های پنهان مرتبط با این سرمایه‌ها است.